# Михайляну, Раду
Раду Михайляну (рум. Radu Mihăileanu — Раду Михэиля́ну, фр. Radu Mihaileanu, 23 апреля 1958, Бухарест) — французский кинорежиссёр, сценарист, продюсер румынского происхождения.

## Биография
Из еврейской семьи, многие члены которой погибли во время Холокоста. Его отец, Мордехай Бухман, бессарабского происхождения, после побега из гетто в Транснистрии скрывался под поддельными документами на имя Иона Михэиляну, под которым после войны стал известен как журналист и переводчик (он был среди прочего автором сценария фильма Лучиана Пинтилие «Воскресенье, шесть часов» — «Duminica la ora sase», 1965, перевёл роман «Завоеватели» Андре Мальро). Мать режиссёра — Вероника Михайляну — была редактором издательства художественной литературы для юношества, вместе с мужем перевела на румынский язык  «Таинственный остров» Жюль Верна («Insula misterioasă», 1979), «Чёрный тюльпан» Александра Дюма («Laleaua neagră», 1982) и книги других французских писателей. Разговорным языком в семье был идиш, и Раду начал театральную карьеру в Румынии актёром бухарестского Государственного еврейского театра на идише.
В 1980 году Раду Михайляну эмигрировал в Израиль, затем во Францию. Окончил Институт высших кинематографических исследований (фр. IDHEC). Работал ассистентом у Фернандо Труэбы и Марко Феррери. Снял несколько короткометражных лент. Дебютировал как режиссёр полнометражным фильмом Предательство (1993). Большой мировой успех имел его фильм о Холокосте Поезд жизни (1998).

## Режиссёрская фильмография
- 1993 — Предательство / Trahir (три премии Монреальского МКФ, две премии МКФ в Стамбуле)
- 1997 — Привет, Антуан / Bonjour Antoine (телевизионный)
- 1998 — Поезд жизни / Train de vie (премия ФИПРЕССИ Венецианского МКФ, «Давид ди Донателло» за лучший зарубежный фильм, «Серебряная лента» Синдиката итальянских киножурналистов, номинация на «Сезар» за лучший сценарий, две премии МКФ в Сан-Паулу, премия зрителей на фестивале «Санденс» и МКФ в Майами)
- 2002 — Пигмеи для Карло / Les Pygmées de Carlo (телевизионный, премия молодёжного жюри на МКФ франкоязычного кино в Намюре)
- 2005 — Иди и живи / Va, vis et deviens (премия «Сезар» за лучший сценарий, лучший фильм и режиссуру, премия братьев Люмьер, три премии Берлинского МКФ, «Золотой лебедь» МКФ в Копенгагене за лучший фильм и лучший сценарий)
- 2009 — Концерт / Le Concert (премия «Давид ди Донателло» за лучший европейский фильм, номинация на премию «Золотой глобус», 3 номинации на премию «Сезар» и др.)
- 2011 — Источник / La source des femmes
- 2016 — Хроники любви / The History of Love

## Награды
- Кавалер национального ордена «За заслуги» (20 июня 2006 года)[5]

## Книги
- Une vague en mal de mer (стихи, 1987)